# Madrisahorn
Il Madrisa (2.830 m s.l.m.) è una montagna della catena del Reticone nelle Alpi Retiche occidentali.